# 公格爾河

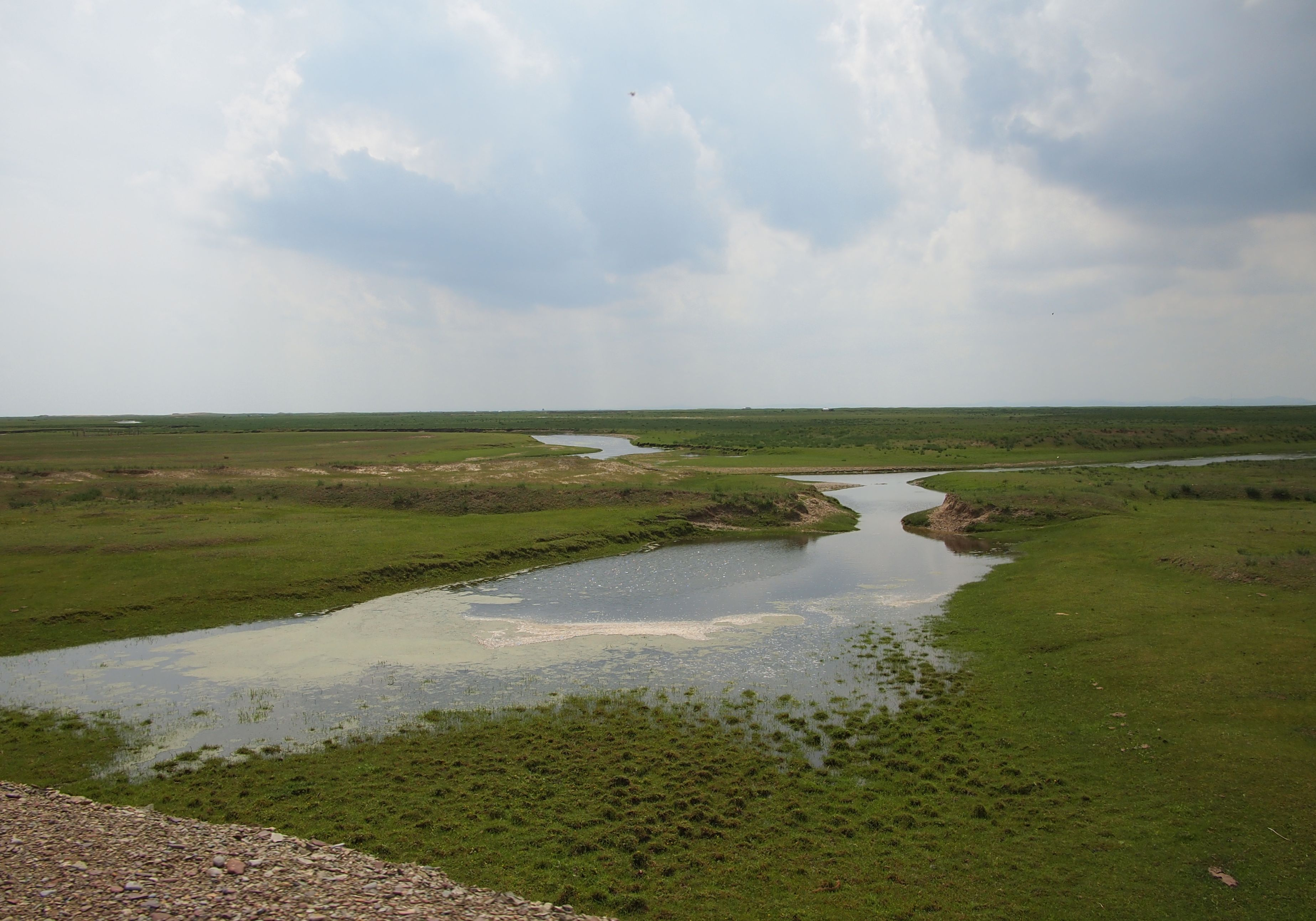
公格尔河下游沿岸的草原。

公格尔河，又作贡格尔河，位于中华人民共和国内蒙古自治区赤峰市克什克腾旗北部的一条河流，上游又称查木汗郭勒，发源于同兴镇以西，大兴安岭西麓的马鞍桥子山，蜿蜒向西南流经巴彦查干苏木嘎布借拉、五道石门水库、达来诺日镇等地，于达日罕乌拉苏木达来（里）嘎查北河口注入达里诺尔。河流全长126千米，流域面积1886平方千米，河道平均比降2.2‰，年均径流量0.66亿立方米。公格尔河干流在黄芪场以上，河谷较窄，河道顺直；黄芪场以下，河道弯曲，汊河交织，沿岸多湖沼。公格尔河流域已建有黄岗梁国家森林公园及省级自然保护区，白音敖包国家级自然保护区和达里诺尔国家级自然保护区，是内蒙古自然保护区最多的一条生态河流。